# آثاناسیوس بریتاس
آثاناسیوس بریتاس (انگلیسی: Athanassios Prittas؛ زادهٔ ۹ ژانویهٔ ۱۹۷۹) یک بازیکن فوتبال اهل یونان است.